# The Amityville Horror (bok)
The Amityville Horror är en bok skriven av Jay Anson och publicerad 1977.

## Verklighetsbakgrund

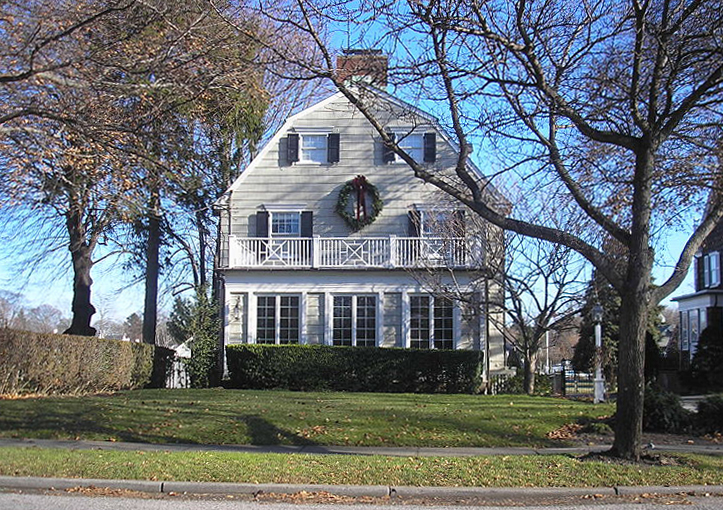
Det berömda huset i Amityville. De karakteristiska kvartscirkelformade fönstren på övervåningen har ändrats till rektangulära.

Berättelsen är baserad på ett verkligt mordfall som ägde rum i november 1974 i Amityville på Long Island. Ronald DeFeo, Jr. sköt sex familjemedlemmar på 112 Ocean Avenue i Amityville. I december 1975, tretton månader senare, flyttade Familjen Lutz in i huset, men lämnade sitt nya hem efter 28 dagar. De påstod att de blivit terroriserade av paranormala fenomen i huset.

## Kritik
Eftersom författaren påstår att boken bygger på en sann historia, existerar det en del kontroverser kring hur händelserna skildras i boken. Dock har man ändrat adressen på huset för att hålla nyfikna turister borta.